# Sumber Harjo (Prambanan)
Sumber Harjo is een bestuurslaag in het regentschap Sleman van de provincie Jogjakarta, Indonesië. Sumber Harjo telt 12.592 inwoners (volkstelling 2010).